# Said Martínez
Héctor Said Martínez Sorto (* 7. August 1991 in Tocoa) ist ein honduranischer Fußballschiedsrichter. Er steht als dieser seit 2017 auf der Liste der FIFA-Schiedsrichter.

## Karriere
Neben der lokalen Liga Nacional, in der er bereits mit 18 Jahren debütierte, leitete er weitere internationalen Partien auf Klub-Ebene und auch unter anderem Spiele bei mehreren U-Turnieren und Gold Cups sowie beim Arabien-Pokal 2021. Weiter leitete er das Finale des Gold Cup 2021.
Zur Weltmeisterschaft 2022 wurde er ins Aufgebot der Schiedsrichter berufen. Dort kam er jedoch zu keinem Feldeinsatz, sondern wurde lediglich neunmal als Vierter Offizieller eingesetzt.
Für das olympische Fußballturnier 2024 in Paris, nominierte ihn die FIFA mit seinen Assistenten Walter López und Christian Ramírez ebenfalls.

## Einsätze bei Turnieren

### FIFA-Arabien-Pokal 2021
| Phase         | Datum         | Spielort  | Heimmannschaft | Gastmannschaft | Ergebnis             |
| ------------- | ------------- | --------- | -------------- | -------------- | -------------------- |
| Gruppenphase  | 30. Nov. 2021 | al-Wakra  | Irak           | Oman           | 1:1 (0:0)            |
| Gruppenphase  | 4. Dez. 2021  | ar-Rayyan | Palästina      | Saudi-Arabien  | 1:1 (1:0)            |
| Viertelfinale | 11. Dez. 2021 | al-Wakra  | Ägypten        | Jordanien      | 3:1 n. V.,(1:1, 1:1) |

### Olympisches Fußballturnier 2024
| Phase        |  | Datum         | Spielort      | Heimmannschaft | Gastmannschaft | Ergebnis             |
| ------------ |  | ------------- | ------------- | -------------- | -------------- | -------------------- |
| Gruppenphase |  | 27. Juli 2024 | Saint-Étienne | Ukraine        | Marokko        | 2:1 (1:0)            |
| Gruppenphase |  | 30. Juli 2024 | Nantes        | Israel         | Japan          | 0:1 (0:0)            |
| Halbfinale   |  | 5. Aug. 2024  | Lyon          | Frankreich     | Ägypten        | 3:1 n. V. (1:1, 0:0) |